# Chiesa di San Teodoro (Trivignano Udinese)
La chiesa di San Teodoro è la parrocchiale di Trivignano Udinese, in provincia ed arcidiocesi di Udine; fa parte della forania del Friuli Centrale.

## Storia
All'interno dell'odierno comune di Trivignano Udinese sorse nelle campagne nei pressi della frazione di Clauiano una chiesa dedicata a San Marco già nei primi secoli in cui si diffuse il Cristianesimo; verso il 1077, anno in cui si originò lo Stato patriarcale del Friuli, tale chiesetta, già dipendente dalla pieve di Aiello del Friuli, fu eretta anch'essa a pieve e successivamente, in seguito all'incremento della popolazione, la sede plebanale venne traslata nella chiesa di Trivignano.

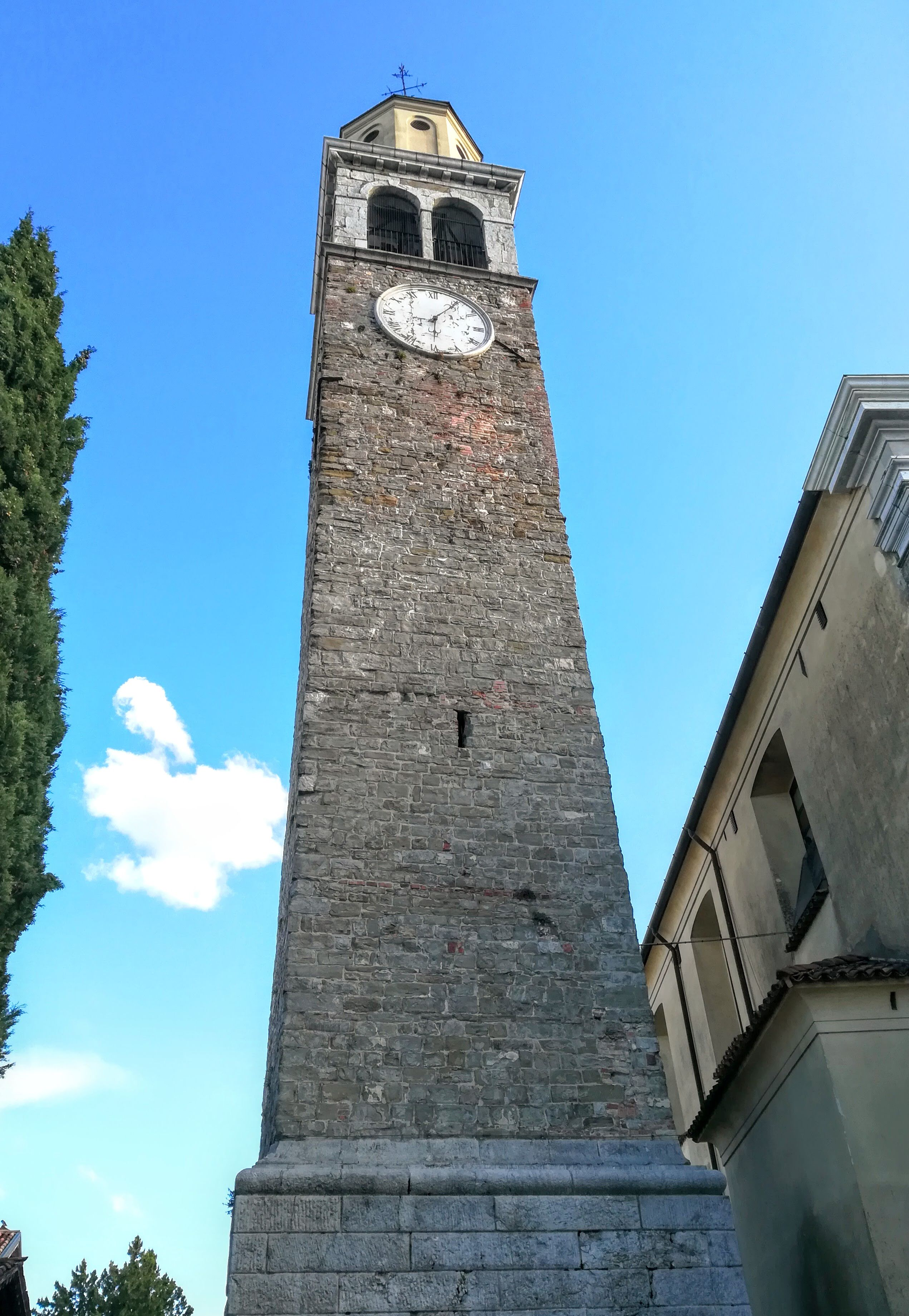
Il campanile

Tuttavia, la prima citazione di una chiesa a Trivignano Udinese risale al 1306; tra i giorni 21 e 24 febbraio di quel medesimo anno la chiesa venne incendiata assieme al campanile in occasione degli scontri tra il conte di Gorizia e il patriarca di Aquileia.
La chiesa venne riedificata nel 1308 e consacrata dal patriarca di Aquileia Ottobuono di Razzi, dal vescovo di Concordia Giacomo d'Ottonello e da altri undici vescovi, che concessero alla pieve delle indulgenze.
Dalla relazione della visita pastorale del 1606 s'apprende che la chiesa era dotata di due confessionali, di tre altari e di una sagrestia.
Nel 1639, come riportato sul portale, iniziarono i lavori di costruzione dell'attuale parrocchiale, che venne portata a compimento nel 1663 e consacrata il 6 gennaio di quello stesso anno dal patriarca Giovanni Dolfin.
Tra il 1770 e il 1780 fu realizzata la nuova sacrestia.
Nel 1836 il campanile fu rialzato e, con l'occasione, ne venne rivestita la base.
Nel 2017 l'impianto di illuminazione della chiesa fu oggetto di un intervento di manutenzione.

## Descrizione

### Esterno
La facciata della chiesa è scandita da quattro paraste doriche di materiale lapideo poggianti su dei plinti che la tripartiscono e che sorreggono la trabeazione aggettante, sopra la quale è presente un timpano con, ai lati, due volute.

### Interno
L'interno, voltato a botte e sul quale s'aprono quattro cappelle laterali, si compone ad un'unica navata, scandita da cinque paraste per lato che le dividono in campate; l'aula termina col presbiterio, rialzato di due gradini, caratterizzato da volta a crociera e chiuso dall'abside a tre lati.

Opere di pregio qui conservate sono la pala della Madonna con Bambino con i Santi Giacomo, Girolamo e Nicolò, realizzata da Giacomo Secante sul finire del Cinquecento, gli affreschi sopra il coro ritraenti gli Apostoli e la Santissima Trinità, eseguiti nel 1938 probabilmente da Carlo Zorzi, e quello del soffiato della navata, avente come soggetto Santa Maria Assunta, dipinto nel 1783 da Domenico Molinari, la pala di San Teodoro, realizzata nel XVII secolo forse da Leonardo Carlevarijs e posta sull'altare maggiore, e la statua marmorea con soggetto la Beata Vergine del Rosario, scolpita forse da Enrico Merengo.